# Caazapá (departamento)
Caazapá é um departamento do Paraguai. Sua capital é a cidade de Caazapá.

## Distritos
O departamento está dividido em 11 distritos:
- Abaí
- Buena Vista
- Caazapá
- Doctor Moisés S. Bertoni
- Fulgencio Yegros
- General Higinio Morínigo
- Maciel
- San Juan Nepomuceno
- Tavaí
- Tres de Mayo
- Yuty